# Cyrtopodium naiguatae
Cyrtopodium naiguatae är en orkidéart som beskrevs av Rudolf Schlechter. Cyrtopodium naiguatae ingår i släktet Cyrtopodium, och familjen orkidéer. Inga underarter finns listade i Catalogue of Life.